# Shinrone
Shinrone (iriska: Suí an Róin) är en ort i republiken Irland.   Den ligger i grevskapet Uíbh Fhailí och provinsen Leinster, i den centrala delen av landet, 120 km väster om huvudstaden Dublin. Shinrone ligger 68 meter över havet och antalet invånare är 634.
Terrängen runt Shinrone är platt. Runt Shinrone är det ganska tätbefolkat, med 54 invånare per kvadratkilometer. Närmaste större samhälle är Roscrea, 8,9 km öster om Shinrone. Trakten runt Shinrone består i huvudsak av gräsmarker.